# Pukao

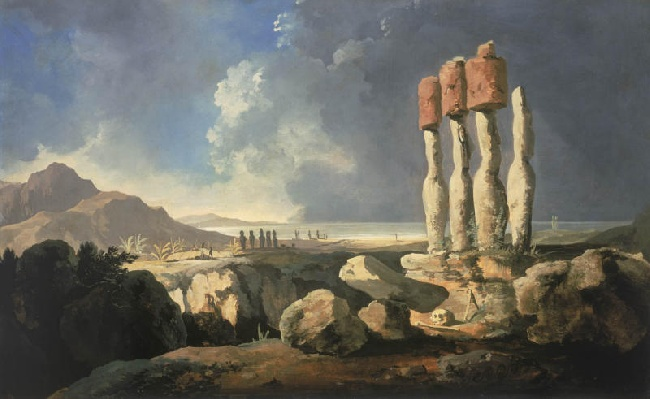
Illustration de William Hodges : les pukao sont bien visibles sur trois des têtes des moaï debout sur leur ahu.

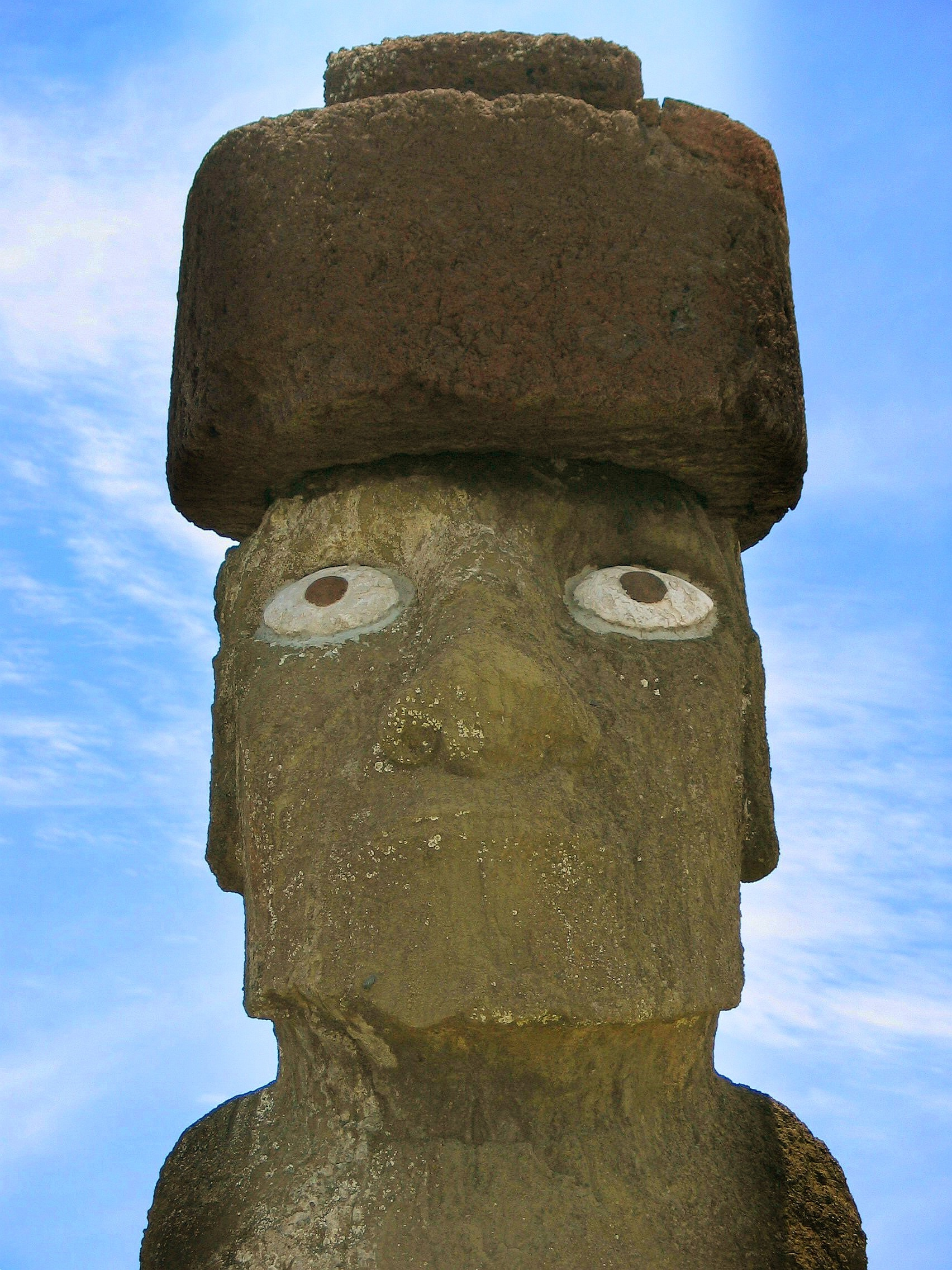
Moaï restauré et coiffé d'un pukao à.

Pukao est le nom en langue rapanui des coiffes ornementales sculptées à partir d’une roche volcanique rouge (tuf), extraite d’une unique carrière de l’île, sur les flancs du mont Puna Pau, et placés sur les têtes des moaï (tikis géants) de l’Île de Pâques.

## Description
Lorsque l’explorateur britannique James Cook aborde l’île en 1774, il compte 600 habitants sur l’île et mentionne les moaï qu’il compare aux tiki des îles Marquises. Le peintre du bord, William Hodges et les naturalistes allemands Johann Reinhold Forster et son fils Georg Forster, dessinent les premiers croquis de l’île qui, gravés et publiés dans un style typiquement romantique, feront sensation en Europe. Leurs croquis montrent qu’en 1774, certains moaï étaient debout sur leurs ahu (plateformes) alors que d’autres étaient inachevés, à terre, apparemment abandonnés ; certains gisaient couchés en rang perpendiculairement à leur ahu, la tête vers l’intérieur de l’île et les pukao ayant roulé au sol, comme renversés par un raz-de-marée. Depuis la fin du XXe siècle, pour des raisons touristiques et d’archéologie expérimentale, plusieurs moaï ont été relevés, replacés sur leur ahu, leurs yeux remis dans les orbites et leurs têtes recoiffées de leurs pukao.